# Liga Leumit 1983-1984
La Liga Leumit 1983-1984 è stata la 43ª edizione della massima serie del campionato israeliano di calcio.
Presero parte al torneo 16 squadre, che si affrontarono in un girone all'italiana con partite di andata e ritorno. Per ogni vittoria si assegnavano tre punti e per il pareggio un punto.
Le ultime tre classificate sarebbero state retrocesse in Liga Artzit, dalla quale sarebbero state promosse le prime tre classificate.
Il torneo fu vinto, per la prima volta nella propria storia, dal Maccabi Haifa.
Capocannoniere del torneo fu David Lavi, del Maccabi Netanya, con 16 goal.

## Squadre partecipanti
| Club                 | Città       |
| -------------------- | ----------- |
| Beitar Gerusalemme   | Gerusalemme |
| Beitar Tel Aviv      | Tel Aviv    |
| Bnei Yehuda          | Tel Aviv    |
| Hakoah Ramat Gan     | Ramat Gan   |
| Hapoel Be'er Sheva   | Be'er Sheva |
| Hapoel Lod           | Lod         |
| Hapoel Tel Aviv      | Tel Aviv    |
| Hapoel Yehud         | Yehud       |
| Maccabi Giaffa       | Giaffa      |
| Maccabi Haifa        | Haifa       |
| Maccabi Netanya      | Netanya     |
| Maccabi Petah Tiqwa  | Petah Tiqwa |
| Maccabi Ramat Amidar | Ramat Gan   |
| Maccabi Tel Aviv     | Tel Aviv    |
| Maccabi Yavne        | Yavne       |
| Shimshon Tel Aviv    | Tel Aviv    |

## Classifica finale
|                     | Pos. | Squadra              | Pt | G  | V  | N  | P  | GF | GS | DR  |
| ------------------- | ---- | -------------------- | -- | -- | -- | -- | -- | -- | -- | --- |
| Campione di Israele | 1.   | Maccabi Haifa        | 57 | 30 | 16 | 9  | 5  | 48 | 28 | +20 |
|                     | 2.   | Beitar Gerusalemme   | 56 | 30 | 15 | 11 | 4  | 45 | 27 | +18 |
|                     | 3.   | Hapoel Tel Aviv      | 47 | 30 | 12 | 11 | 7  | 40 | 27 | +13 |
|                     | 4.   | Maccabi Netanya      | 42 | 30 | 11 | 9  | 10 | 52 | 49 | +3  |
|                     | 5.   | Maccabi Tel Aviv     | 41 | 30 | 10 | 11 | 9  | 41 | 34 | +7  |
|                     | 6.   | Beitar Tel Aviv      | 40 | 30 | 11 | 7  | 12 | 41 | 40 | +1  |
|                     | 7.   | Hapoel Be'er Sheva   | 39 | 30 | 11 | 6  | 13 | 34 | 37 | -3  |
|                     | 8.   | Hapoel Lod           | 38 | 30 | 9  | 11 | 10 | 31 | 39 | -8  |
|                     | 9.   | Maccabi Petah Tiqwa  | 37 | 30 | 8  | 13 | 9  | 26 | 26 | 0   |
|                     | 10.  | Maccabi Giaffa       | 37 | 30 | 8  | 13 | 9  | 34 | 39 | -5  |
|                     | 11.  | Hakoah Ramat Gan     | 37 | 30 | 10 | 7  | 13 | 29 | 38 | -9  |
|                     | 12.  | Shimshon Tel Aviv    | 36 | 30 | 8  | 12 | 10 | 36 | 35 | +1  |
|                     | 13.  | Maccabi Yavne        | 36 | 30 | 9  | 9  | 12 | 26 | 34 | -8  |
|                     | 14.  | Bnei Yehuda          | 34 | 30 | 8  | 10 | 12 | 27 | 36 | -9  |
|                     | 15.  | Maccabi Ramat Amidar | 32 | 30 | 7  | 11 | 12 | 31 | 42 | -11 |
|                     | 16.  | Hapoel Yehud         | 31 | 30 | 7  | 10 | 13 | 28 | 38 | -10 |

## Verdetti
- Maccabi Haifa campione di Israele 1983-1984
- Bnei Yehuda, Maccabi Ramat Amidar e Hapoel Yehud retrocessi in Liga Artzit 1984-1985
- Hapoel Haifa, Hapoel Petah Tiqwa e Hapoel Kfar Saba promossi in Liga Leumit 1984-1985